# جيرا بولهي باد
جيرا بولهي باد (بالإنجليزية: Jira Bulahi Bad)‏ (من مواليد 20 يونيو 1965 في العيون) هي مهندسة وسياسية وناشطة من الجمهورية العربية الصحراوية الديمقراطية المُتنازع عليها.

## سيرتها الذاتية
وُلدت جيرا بولاهي باد في العيون في 20 يونيو 1965 (والتي تقع تحت إدارة حكومة المغرب حاليًا)، عندما كانت تابعة للجمهورية العربية الصحراوية الديمقراطية (أو كما كانت تُعرفُ بالصحراء الغربية) والتي كانت في ذلك الوقت مُستعمرَة إسبانية. هربت بولاهي باد مع عائلتها في أعقاب المظاهرة الحاشدة في المسيرة الخضراء في نوفمبر / تشرين الثاني 1975 إلى تندوف في الجزائر، بالقرب من الحدود الموريتانية والصحراوية الغربية والمغربية. أكملت دراستها الثانوية في ذلك البلد واستفادت من منحة لدراسة الهندسة الإلكترونية في كوبا. وإبان عودتها، انضمت بولاهي باد إلى العديد من المنظمات السياسية والاجتماعية الصحراوية، مثل اتحاد الشباب الصحراوي والاتحاد الوطني للمرأة الصحراوية، واحتلت في تلك الكيانات مناصب قيادية.
في السنوات التي تلت عودتها ، أقجمت بولاهي باد نفسها في مجال العلاقات الدولية، حيث أصبحت بعد حصولها على درجة الماجستير في التعاون الدولي في جامعة اليكانتي في إسبانيا ممثلة «الجبهة الشعبية لتحرير الساقية الحمراء» أو جبهة وادي الذهب، أو جبهة البوليساريو في السويد لدول الشمال، كما عملت مديرة لإدارة العلاقات الدولية والتعاون.